# Xã York, Quận Sandusky, Ohio
Xã York (tiếng Anh: York Township) là một xã thuộc quận Sandusky, tiểu bang Ohio, Hoa Kỳ. Năm 2010, dân số của xã này là 2.532 người.